# Llista d'episodis de Torchwood

Torchwood és una sèrie de televisió anglesa de ciència-ficció i drama.
La sèrie consta de quatre temporades de 13 capítols les dues primeres, de 5 la tercera i 10 capítols l'última. Al Regne Unit, la primera temporada va començar el 22 d'octubre de 2006 i va acabar l'1 de gener del 2007. La segona temporada es va emetre durant el 16 de gener del 2008 i el 4 d'abril del mateix any. La tercera va emetre's durant 5 dies seguits (del 6 de juliol al 10 de juliol del 2009). La quarta temporada està prevista pel dia 8 de juliol del 2011.
El 4 de juliol de 2011 s'emeté per primer cop la primera temporada en català en el canal juvenil 3XL.

## Temporades
| Temporada | Temporada | Episodis | Duració al Regne Unit                        | Duració a Catalunya                          | Duració a Catalunya |
| --------- | --------- | -------- | -------------------------------------------- | -------------------------------------------- | ------------------- |
|           | 1         | 13       | 22 d'octubre de 2006 - 1 de gener del 2007   | 4 de juliol de 2011 - 26 de setembre de 2011 |                     |
|           | 2         | 13       | 16 de gener del 2008 - 4 d'abril de 2008     | 19 de març de 2012 - 11 de juny de 2012      |                     |
|           | 3         | 5        | 6 de juliol del 2009 - 10 de juliol del 2009 | 18 de juny de 2012 - 16 de juliol de 2012    |                     |
|           | 4         | 10       | 8 de juliol del 2011 - 9 de setembre de 2011 | ? - ?                                        |                     |

## Llista d'episodis

### Primera temporada
| # | #  | Títol                      | Directors       | Guionistes                   | Data d'estrena al Regne Unit | Data d'estrena a Catalunya |
| 1 | 1  | Tot canvia                 | Brian Kelly     | Russell T Davies             | 22 d'octubre de 2006         | 4 de juliol de 2011        |
| "Torchwood" segueix les aventures d'un equip d'investigadors que fan servir tecnologia alienígena per resoldre crims, alguns de terrestres, però d'altres no. La sèrie és una hàbil combinació de "CSI" amb "Expedient X" que va néixer com a seqüela de la sèrie "Doctor Who". En aquest capítol, la Gwen Cooper entra a formar part d'una misteriosa organització anomenada Torchwood, un equip d'investigadors del govern britànic que tracta de defensar la Terra i, en particular, el Regne Unit contra les amenaces extraterrestres. Investigant les troballes alienígenes, descobreixen tecnologia i mètodes que no s'haurien imaginat mai. |    |                            |                 |                              |                              |                            |
| |    |                            |                 |                              |                              |                            |
| 2 | 2  | El primer dia              | Brian Kelly     | Chris Chibnall               | 22 d'octubre de 2006         | 11 de juliol de 2011       |
| L'equip d'investigadors del govern britànic que intenta salvar el món d'agents sobrenaturals haurà d'investigar la procedència d'un meteorit que ha caigut a la Terra. A més, degut a un error de la Gwen, una llum alienígena addicta al sexe s'escapa del meteorit i s'introdueix en el cos d'una noia. |    |                            |                 |                              |                              |                            |
| |    |                            |                 |                              |                              |                            |
| 3 | 3  | La màquina de fantasmes    | Colin Teague    | Helen Raynor                 | 29 d'octubre de 2006         | 18 de juliol de 2011       |
| Els investigadors se submergeixen de ple en la seva labor per salvar la Terra, i especialment el Regne Unit, de les amenaces alienígenes que poguessin sofrir. Al tocar un objecte, la Gwen té una visió d'un jove. |    |                            |                 |                              |                              |                            |
| |    |                            |                 |                              |                              |                            |
| 4 | 4  | La ciberhumana             | James Strong    | Chris Chibnall               | 5 de novembre de 2006        | 25 de juliol de 2011       |
| En Ianto vol convertir en humana la dona ciberhumana. Però fer-ho podria suposar un perill per a la Terra. Tot i això, en Ianto confia en el seu potencial i no vol posar fre a les seves intencions. |    |                            |                 |                              |                              |                            |
| |    |                            |                 |                              |                              |                            |
| 5 | 5  | Petits mons                | Alice Troughton | Peter J. Hammond             | 12 de novembre de 2006       | 1 d'agost de 2011          |
| Forces sobrenaturals sotgen els suburbis de Cardiff però... són bons o dolents? I què volen amb l'aparentment normal família Pierce? Mentrestant, els malsons del passat persegueixen en Jack. |    |                            |                 |                              |                              |                            |
| |    |                            |                 |                              |                              |                            |
| 6 | 6  | Assassinats al camp        | Andy Goddard    | Chris Chibnall               | 19 de novembre de 2006       | 8 d'agost de 2011          |
| L'equip ha d'investigar unes misterioses desaparicions que tenen lloc al camp. Posant en risc la seva vida, la resolució de l'enigma els portarà a una aldea remota d'allò més macabra. |    |                            |                 |                              |                              |                            |
| |    |                            |                 |                              |                              |                            |
| 7 | 7  | Grecs que porten regals    | Colin Teague    | Toby Whithouse               | 26 de novembre de 2006       | 15 d'agost de 2011         |
| La Toshiko no sap com encaixar uns poders telepàtics que la fan ser confident dels secrets més personals de terceres persones. |    |                            |                 |                              |                              |                            |
| |    |                            |                 |                              |                              |                            |
| 8 | 8  | No paren de matar la Suzie | James Strong    | Paul Tomalin i Dan McCulloch | 3 de desembre de 2006        | 22 d'agost de 2011         |
| Una víctima ha cridat l'atenció del grup ja que apareix amb el nom Torchwood escrit amb sang. L'equip decideix reviure les víctimes per preguntar-los qui els va matar. També haurien de ressuscitar la seva antiga companya Suzie, un fet que els oferirà sorpreses inesperades. |    |                            |                 |                              |                              |                            |
| |    |                            |                 |                              |                              |                            |
| 9 | 9  | Unes sabates qualssevol    | James Erskine   | Jacquetta May                | 10 de desembre de 2006       | 29 d'agost de 2011         |
| Un noi es troba llençat enmig d'una carretera. Aviat s'adona que ha mort, però que és un fantasma que segueix a la Terra. Comença a recordar quan un professor li va regalar un ull d'extraterrestre. |    |                            |                 |                              |                              |                            |
| |    |                            |                 |                              |                              |                            |
| 10 | 10 | Fora d'època               | Alice Troughton | Catherine Tregenna           | 17 de desembre de 2006       | 5 de setembre de 2011      |
| Tres persones apareixen en una base aèria el 2003, però pertanyen a l'any 1953. Segons els llibres d'història, l'avió va desaparèixer i no va tornar mai. Els tripulants haurien d'aprendre a viure en el món actual. |    |                            |                 |                              |                              |                            |
| |    |                            |                 |                              |                              |                            |
| 11 | 11 | Combat                     | Andy Goddard    | Noel Clarke                  | 24 de desembre de 2006       | 12 de setembre de 2011     |
| La Gwen està perdent el control de la seva vida privada: només pensa a treballar. Això li portarà problemes amb el seu nòvio, que està fart de quedar-se en segon pla. Un estrany grup segresta un gripau que ells intentaven capturar. |    |                            |                 |                              |                              |                            |
| |    |                            |                 |                              |                              |                            |
| 12 | 12 | El capità Jack Harkness    | Ashley Way      | Catherine Tregenna           | 1 de gener de 2007           | 19 de setembre de 2011     |
| La Toshy i en Jack entren en un bar, però quan surten s'adonen que han viatjat en el temps a causa d'una fissura espaciotemporal. Durant una festa que té lloc al bar on han entrat, en Jack es troba el veritable Capità Harkness. |    |                            |                 |                              |                              |                            |
| |    |                            |                 |                              |                              |                            |
| 13 | 13 | La fi dels temps           | Ashley Way      | Chris Chibnall               | 1 de gener de 2007           | 26 de setembre de 2011     |
| L'obertura per part de l'Owen de la fissura espaciotemporal portarà conseqüències: diversos ovnis apareixen per tot el món. Però els ovnis no són l'únic problema. A causa de l'anomalia temporal apareixen persones d'altres temps, com alguns romans de l'època imperial o una dona amb la pesta negra. |    |                            |                 |                              |                              |                            |
| |    |                            |                 |                              |                              |                            |

### Segona temporada
| # | #  | Títol                  | Directors            | Guionistes         | Data d'estrena al Regne Unit | Data d'estrena a Catalunya |
| 1 | 14 | Petons i explosions    | Ashley Way           | Chris Chibnall     | 16 de gener de 2008          | 19 de març de 2012         |
| El Capità Jack torna i l'equip de Torchwood es retroba per lluitar contra un agent del temps. El misteriós Capità John Hart està decidit a crear confusió i caos i, per això, necessita trobar un amic amagat a la Terra. Però quan la vida de la Gwen està en perill i hi ha grups de bombes espargides per la ciutat... De quin costat estarà en Jack? |    |                        |                      |                    |                              |                            |
| |    |                        |                      |                    |                              |                            |
| 2 | 15 | La cèl·lula dorment    | Colin Teague         | James Moran        | 23 de gener de 2008          | 26 de març de 2012         |
| Torchwood sospita que els alienígenes poden estar involucrats en un robatori que ha acabat en matança. |    |                        |                      |                    |                              |                            |
| |    |                        |                      |                    |                              |                            |
| 3 | 16 | Fins al darrer home    | Andy Goddard         | Helen Raynor       | 30 de gener de 2008          | 2 d'abril de 2012          |
| L'agent Toshiko se sent atreta per un atractiu soldat atrapat fora del seu temps, que, sense ser-ne conscient, té a les seves mans la clau per salvar el món. |    |                        |                      |                    |                              |                            |
| |    |                        |                      |                    |                              |                            |
| 4 | 17 | Carn                   | Colin Teague         | Catherine Tregenna | 6 de febrer de 2008          | 9 d'abril de 2012          |
| En Rhys descobreix la veritat sobre Torchwood i comença a treballar com un membre més de l'equip. L'equip Torchwood comença llavors una investigació en la qual hi ha involucrada carn alienígena. Amb en Rhys en constant perill, la Gwen està sota més pressió que mai: arribarà en Rhys massa lluny? Li exigirà en Jack massa per ell? I pot salvar Torchwood l'alienígena de ser usat com a carn barata? |    |                        |                      |                    |                              |                            |
| |    |                        |                      |                    |                              |                            |
| 5 | 18 | Adam                   | Andy Goddard         | Catherine Tregenna | 13 de febrer de 2008         | 16 d'abril de 2012         |
| Un alienígena amb el poder de canviar els records s'infiltra a Torchwood. El seu principal objectiu és vèncer l'equip del malvat Adam i apropiar-se de tots els seus records. Torchwood haurà de buscar una solució com més aviat millor, però la ciutat no es troba en el seu millor moment. I és que mentre que el Capità Jack es troba atrapat en el trist record d'haver perdut tota la seva família, la Gwen no deixa de fer esforços per recordar en Rhys. A més, la Toshiko segueix enamorada de l'infiltrat i l'Owen de la Tosh. Davant d'aquesta situació, només queda la fe d'en Jack per salvar la situació.   |    |                        |                      |                    |                              |                            |
| |    |                        |                      |                    |                              |                            |
| 6 | 19 | Reinici                | Ashley Way           | J.C. Wilsher       | 13 de febrer de 2008         | 23 d'abril de 2012         |
| El Capità Jack parla amb la Martha Jones perquè investigui al costat d'ells unes misterioses morts. Quan el rastre els duu fins a un sinistre centre de proves mèdiques, la Martha s'amaga. L'equip Torchwood haurà de buscar en solitari una solució. |    |                        |                      |                    |                              |                            |
| |    |                        |                      |                    |                              |                            |
| 7 | 20 | Mort vivent            | Andy Goddard         | Matt Jones         | 20 de febrer de 2008         | 30 d'abril de 2012         |
| En estat de xoc després de la mort de l'Owen, l'equip de Torchwood afronta els seus pitjors moments. En un esforç per ressuscitar-lo, el Capità Jack utilitza el 'guant de resurrecció' amb el qual aconseguirà tornar-lo a la vida. El problema és que aquesta resurrecció desencadenarà una força que durà el caos a la Terra. L'Owen ha ressuscitat o realment està mort? |    |                        |                      |                    |                              |                            |
| |    |                        |                      |                    |                              |                            |
| 8 | 21 | Un dia a la mort       | Andy Goddard         | Joseph Lidster     | 27 de febrer de 2008         | 7 de maig de 2012          |
| Víctima de les seves circumstàncies acabades de descobrir, l'Owen Harper no s'adapta a la condició de mort vivent. Per això sol·licitarà l'ajuda d'una solitària noia que troba a la teulada que ha decidit suïcidar-se després de la mort del seu marit. El problema és que la seva ajuda només consistirà a participar en una missió que li encomana Torchwood per retirar un dispositiu alienígena que està demostrant fer-se més letal cada segon. La Toshiko, per la seva banda, està disposada a ajudar l'Owen en la seva nova condició de mort vivent, però ho acceptarà l'Owen?                                   |    |                        |                      |                    |                              |                            |
| |    |                        |                      |                    |                              |                            |
| 9 | 22 | Una cosa prestada      | Ashley Way           | Phil Ford          | 5 de març de 2008            | 14 de maig de 2012         |
| La Gwen s'ha de casar, li queden tan sols unes hores per contraure matrimoni amb en Rhys, i està gaudint del seu comiat de soltera. Però, després de l'atac d'un alienígena, queda embarassada. Després d'acceptar-ho i explicar-ho al seu nòvio, decideixen tirar endavant les noces. Tot anirà bé fins que descobreixen que en la cerimònia s'ha colat un alienígena com a convidat i Torchwood tindrà la difícil missió d'eliminar-lo. Podran casar-se la Gwen i en Rhys? |    |                        |                      |                    |                              |                            |
| |    |                        |                      |                    |                              |                            |
| 10 | 23 | Van sorgir de la pluja | Jonathan Fox Bassett | Peter J. Hammond   | 12 de març de 2008           | 21 de maig de 2012         |
| Un antic cinema reobre les portes i s'alliberen forces estranyes. Encara que la tecnologia de Torchwood no detecta res, és clar que algú o alguna cosa està amenaçant la pau de Cardiff. Diversos ciutadans apareixen en un estat moribund, a mig camí entre la vida i la mort. Algú els ha robat l'últim alè. Què són els viatgers de la nit? Com podrà Torchwood detenir-los si la tecnologia alienígena no serveix de res? |    |                        |                      |                    |                              |                            |
| |    |                        |                      |                    |                              |                            |
| 11 | 24 | Perdut                 | Mark Everest         | Chris Chibnall     | 19 de març de 2008           | 28 de maig de 2012         |
| En Jonathan, un adolescent de Cardiff, desapareix en estranyes circumstàncies. La Gwen, commoguda per la història de la mare, intenta ajudar-la a trobar-lo, però aviat descobreix que, igual que en Jonathan, hi ha centenars de persones que desapareixen sense deixar rastre. Quan la Gwen decideixi utilitzar la tecnologia de Torchwood per trobar-les, en Jack no hi estarà d'acord. La resposta sembla que està relacionada amb la fissura espaitemporal que travessa la ciutat. És possible que, a més d'entrar, també en puguin sortir coses? I si és així, què hi té a veure en Jack en tot això?               |    |                        |                      |                    |                              |                            |
| |    |                        |                      |                    |                              |                            |
| 12 | 25 | Fragments              | Jonathan Fox Bassett | Chris Chibnall     | 21 de març de 2008           | 4 de juny de 2012          |
| Durant una missió, l'equip cau en un parany i una enorme explosió els deixa a prop de la mort. Diuen que, abans que una persona mori, tota la seva vida li passa per davant dels ulls i així descobrim com el Capità Jack va ser reclutat pel Torchwood victorià de 1899. També veiem l'arriscada missió de la Toshiko que la va dur a una presó secreta on la van privar de drets fins que se li va presentar una oferta que no va poder rebutjar, o la revelació mèdica que va canviar la forma de veure el món de l'Owen i li va fer obrir els ulls cap a horitzons desconeguts. Significa això el final de Torchwood? |    |                        |                      |                    |                              |                            |
| |    |                        |                      |                    |                              |                            |
| 13 | 26 | Final mortal           | Ashley Way           | Chris Chibnall     | 4 d'abril de 2008            | 11 de juny de 2012         |
| En John Hart, antic company d'en Jack, era darrere de les bombes que gairebé maten l'equip, però ell també és una víctima més. En Grey, el germà desaparegut del capità, ha tornat, però culpa aquest de tots els horrors que li va tocar patir quan va ser capturat i només busca venjança. Per això, ha decidit destruir tot el que signifiqui alguna cosa per en Jack, començant pel seu equip i acabant per la seva vida. Podrà controlar Torchwood el caos que amenaça la ciutat? Aconseguirà en Jack salvar allò que estima?                                                                                        |    |                        |                      |                    |                              |                            |
| |    |                        |                      |                    |                              |                            |

### Tercera temporada
| # | #  | Títol                       | Directors | Guionistes                     | Data d'estrena al Regne Unit | Data d'estrena a Catalunya |
| 1.1 | 27 | Els nens de la terra. Dia 1 | Euros Lyn | Russell T Davies               | 6 de juliol de 2009          | 18 de juny de 2012         |
| El terror s'ha apoderat de tot el planeta quan tots els nens del món s'han quedat paralitzats. Tots els governs de la Terra han rebut el mateix missatge: "Avís: ja venim." El capità Jack Harkness cada cop es veu més acorralat a mesura que els esdeveniments oblidats de l'any 1965 posen de manifest una veritat esgarrifosa. |    |                             |           |                                |                              |                            |
| |    |                             |           |                                |                              |                            |
| 1.2 | 28 | Els nens de la terra. Dia 2 | Euros Lyn | John Fay                       | 7 de juliol de 2009          | 25 de juny de 2012         |
| La brutal reacció del govern obliga l'organització Torchwood a continuar actuant d'incògnit. Arran de la persecució de la majoria de membres de l'equip, l'única capaç de salvar Torchwood és la Lois, que queda indefensa quan els seus superiors fan plans per al misteriós Pis 13.                                              |    |                             |           |                                |                              |                            |
| |    |                             |           |                                |                              |                            |
| 1.3 | 29 | Els nens de la terra. Dia 3 | Euros Lyn | Russell T Davies i James Moran | 8 de juliol de 2009          | 2 de juliol de 2012        |
| El món sencer dirigeix la mirada cap a la Gran Bretanya quan els 4-5-6 anuncien que "ja són aquí". Mentre una columna de foc envaeix la ciutat de Londres, els membres de l'organització Torchwood es veuen obligats a defensar les seves famílies. Però pot ser que els records d'en Clem acabin destruint-ho tot?                |    |                             |           |                                |                              |                            |
| |    |                             |           |                                |                              |                            |
| 1.4 | 30 | Els nens de la terra. Dia 4 | Euros Lyn | John Fay                       | 9 de juliol de 2009          | 9 de juliol de 2012        |
| Per fi l'organització Torchwood coneix la veritat dels esdeveniments de l'any 1965. El món sencer es pregunta què amaga exactament el Regne Unit, i després que l'ambaixador dels 4-5-6 talli les relacions amb tots els seus aliats del passat i reveli les seves veritables intencions, tot queda en mans d'en John Frobisher.   |    |                             |           |                                |                              |                            |
| |    |                             |           |                                |                              |                            |
| 1.5 | 31 | Els nens de la terra. Dia 5 | Euros Lyn | Russell T Davies               | 10 de juliol de 2009         | 16 de juliol de 2012       |
| Si el planeta Terra no entrega el 10 per cent dels seus nens, els 4-5-6 eliminaran tota la raça humana. Torchwood ha quedat indefens i la Gwen Cooper s'ha quedat sola davant del perill. La violència i l'anarquia s'han apoderat del planeta Terra en una batalla final que acabarà decidint el futur de l'espècie humana.       |    |                             |           |                                |                              |                            |
| |    |                             |           |                                |                              |                            |

### Quarta temporada
Aquesta temporada té el títol principal de Miracle Day. És l'única que, de moment, no s'ha emès a Catalunya. Aquesta temporada va ser coproduïda per la BBC Cymru Wales, la BBC Worldwide i l'americana Starz Entertainment. A més a més, l'estrena dels episodis va produir-se abans als Estats Units, en lloc del Regne Unit. Primerament, la temporada s'havia de titular Torchwood: The new world, però es va canviar tal com se la coneix actualment, Torchwood: Miracle Day.
| #  | #  | Títol                     | Directors             | Guionistes                       | Data d'estrena als Estats Units | Data d'estrena a Catalunya |
| 1  | 32 | El nou món                | Bharat Nalluri        | Russell T Davies                 | 8 de juliol de 2011             | -                          |
|    |    |                           |                       |                                  |                                 |                            |
|    |    |                           |                       |                                  |                                 |                            |
| 2  | 33 | Rendició                  | Billy Gierhart        | Doris Egan                       | 15 de juliol de 2011            | -                          |
|    |    |                           |                       |                                  |                                 |                            |
|    |    |                           |                       |                                  |                                 |                            |
| 3  | 34 | La mort de la nit         | Billy Gierhart        | Jane Espenson                    | 22 de juliol de 2011            | -                          |
|    |    |                           |                       |                                  |                                 |                            |
|    |    |                           |                       |                                  |                                 |                            |
| 4  | 35 | Escapada a L.A.           | Billy Gierhart        | Jim Gray and John Shiban         | 29 de juliol de 2011            | -                          |
|    |    |                           |                       |                                  |                                 |                            |
|    |    |                           |                       |                                  |                                 |                            |
| 5  | 36 | Les categories de la vida | Guy Ferland           | Jane Espenson                    | 5 d'agost de 2011               | -                          |
|    |    |                           |                       |                                  |                                 |                            |
|    |    |                           |                       |                                  |                                 |                            |
| 6  | 37 | El mig home               | Guy Ferland           | John Shiban                      | 12 d'agost de 2011              | -                          |
|    |    |                           |                       |                                  |                                 |                            |
|    |    |                           |                       |                                  |                                 |                            |
| 7  | 38 | Pecats immortals          | Gwyneth Horder-Payton | Jane Espenson                    | 19 d'agost de 2011              | -                          |
|    |    |                           |                       |                                  |                                 |                            |
|    |    |                           |                       |                                  |                                 |                            |
| 8  | 39 | Fi del camí               | Gwyneth Horder-Payton | Jane Espenson & Ryan Scott       | 26 d'agost de 2011              | -                          |
|    |    |                           |                       |                                  |                                 |                            |
|    |    |                           |                       |                                  |                                 |                            |
| 9  | 40 | La reunió                 | Guy Ferland           | John Fay                         | 2 de setembre de 2011           | -                          |
|    |    |                           |                       |                                  |                                 |                            |
|    |    |                           |                       |                                  |                                 |                            |
| 10 | 41 | La línia de sang          | Billy Gierhart        | Russell T Davies & Jane Espenson | 9 de setembre de 2011           |                            |
|    |    |                           |                       |                                  |                                 |                            |
|    |    |                           |                       |                                  |                                 |                            |